# Моја прва љубав
Моја прва љубав је песма хрватске групе Хаустор. Песма се налази на истоименом албуму из 1981. Један је од највећих хитова ове групе.
Као сингл је изашао фебруара 1981. Ова песма се налази на А страни, док је Поглед у бб на Б страни.

## Композиција
Бубњеве је свирао Борис Лајнер, саксофон Јуриј Новоселић. Текст је написао Срђан Сахер.

## Спот
За ову песму постоје 2 верзије спотова. Прва верзија се појавила у филму Сретно дијете документарној емисији Роковник која је снимана током зиме, а друга верзија је снимана на лето.